# 港深創新及科技園
港深創新及科技園（英語：Hong Kong-Shenzhen Innovation and Technology Park），簡稱創科園，是香港與深圳兩地政府共同規劃的跨境科技合作項目，選址於落馬洲河套地區的港深邊界區域。該項目佔地約87公頃，由香港科技園公司全資擁有的港深創新及科技園有限公司負責開發及營運，總樓面面積預計達120萬平方米，規模約為現有香港科學園的4倍。

## 背景與規劃
港深創新及科技園的構想源於2017年1月3日簽署的《關於港深推進落馬洲河套地區共同發展的合作備忘錄》，雙方同意在深圳河治理後形成的河套地區發展創科產業。根據規劃，園區將分兩期發展，合共興建67座建築物，優先聚焦六大科技領域：醫療科技、大數據及人工智能、機械人技術、新材料科學、微電子以及金融科技。

## 發展進程
香港政府在《2018年至2019年度香港政府財政預算案》中預留200億港元用於首期工程。2020年，政府公布首階段將建造8座樓宇，提供約11.7萬平方米樓面面積。
- 第一階段（2024-2027年）：包括兩座生物科技實驗室（濕實驗室）及一座「創新斗室」人才公寓
- 第二階段：新增3座辦公大樓與乾實驗室，以及兩座濕實驗室

2024年11月，政府公布《河套深港科技創新合作區香港園區發展綱要》，加速推進園區建設。2025年2月，創新科技及工業局局長孫東表示，首批創科企業和機構預計於2025年下半年進駐園區。
2025年3月，園區兩座主要大樓完成平頂儀式，人才公寓大樓亦已竣工。孫東表示，將加快推進第一期餘下土地的平整工作，預計2026年初交付使用。園區計劃於2025年下半年正式開園，並在6個月後逐步向公眾開放。

## 區域整合
在《2021年度香港行政長官施政報告》提出的《北部都會區發展策略》框架下，創科園被納入「新田科技城」規劃範疇。該計劃擬整合河套區與周邊約240公頃土地，並與深圳方側的福田保稅區及皇崗口岸區域形成協同發展。深港雙方計劃共同開發約540公頃的跨境科創合作區，其中香港側佔約150公頃新增用地，深圳側則提供約300公頃土地。

## 交通配套
為配合園區發展，政府計劃完善周邊交通網絡。未來將在園區內設立專用地鐵站，並開闢新的東面進入路線。現有的古洞站建設也將加快，以提升區域交通連接。

## 爭議挑戰
部分科技業界人士批評項目進展緩慢，認為相比粵港澳大灣區其他城市的科創發展速度，香港在跨境基建協調、人才流動便利化等方面仍需改善。此外，環境影響評估報告曾指出河套地區存在地質沉降風險，需進行額外加固工程。

## 外部連結
- 官方网站